# Ontogenetski premik niše
Ontogenetski premik niše (s krajšavo ONS, iz angleškega izvirnika ontogenetic niche shift) je ekološki fenomen, ko organizem (običajno iz živalskega taksona) med ontogenijo (svojim razvojem) spremeni svojo prehrano ali habitat. Med ontogenetskim premikom niše se spremeni prostranost in položaj ekološke niše posameznika. Najbolje poznani predstavniki taksonov, ki izkazujejo neko obliko ontogenetskega premikanja niše, so ribe (npr. migracija tako imenovanih diadromnih rib med slano in sladko vodo z namenom razmnoževanja), žuželke (npr. metamorfoza med različnimi življenjskimi fazami; kot so ličinka-larva, buba-pupa in imago) in dvoživke (npr. metamorfoza iz paglavca v odraslo žabo). Premik ekološke niše naj bi bil genetsko determiniran in nepovraten. Pomemben vidik ONS je dejstvo, da posamezniki različnih populacijskih stopenj (denimo različne starosti ali velikosti) porabljajo različne vire in habitate. Termin ontogenetski premik niše sta prvič uporabila Earl E. Werner in James F. Gilliam v svoji študiji iz leta 1984.

## Značilnosti
Premik niše naj bi bil genetsko determiniran in nepovraten. V kompleksnih naravnih sistemih se lahko ONS odvije večkrat v življenju posameznika (v nekaterih primerih se ONS dogaja neprestano). Ontogenetski premik niše se precej razlikuje med vrstami; pri nekaterih je komaj zaznaven in postopen (na primer sprememba prehrane ali velikosti pri sesalcih in plazilcih), medtem ko je drugod očiten in nenaden (metamorfoza žuželk, ki pogosto vodi v spreminjanje habitata, prehrane in drugih dejavnikov). Ena od študij predpostavlja, da je razlike v premikanju ontogenetske niše med različnimi vrstami mogoče razložiti z raznoličnostjo lastnosti in vlogo neke vrste. Kot posledica se predvideva tudi, da naj bi razlike v ONS sledile nekaterim splošnim vzorcem.

## Pomen

### Za združbe
Skoraj vsa živa bitja na Zemlji naj bi izkazovala neko obliko ONS. Ontogenetski premik niše, ki je odgovoren za opazno fenotipsko variacijo med posamezniki, igra pomembno vlogo pri gradnji življenjskih združb in vpliva na njihovo notranjo dinamiko. V nekaterih primerih posamezniki, ki doživljajo ONS, kot posledico katerega zamenjajo svoj habitat, postanejo (mobilna) povezava med dvema različnima združbama (recimo preko toka energije, snovi in hranil). Stopenjska delitev populacije lahko povzroči, da osebki različnih stopenj prihajajo v stik z različnimi predstavniki združbe ali celo posamezniki drugih združb; posledično imajo tudi specifično ekološko vlogo, ki se razlikuje od vloge osebkov drugih stopenj iste populacije. Teoretični modeli stopenjskih populacij predlagajo, da ontogenetsko premikanje niše preučevanih organizmov vpliva na vso združbo (še posebej na odpornost združbe in njene odzive na razne motnje).

### Za populacijo
Najprepoznavnejša posledica ONS je zmanjšanje tekmovanja med različnimi stopnjami iste populacije. Zaradi ontogenetskega premika niše osebki različne starosti ali velikosti ne tekmujejo za hrano, materiale in druge habitatne vire. Različne stopnje iste populacije imajo tudi drugačne trofične učinke na prehranjevalni splet združbe. Delitev populacije na različne stopnje je uporabna in dobro vidna, kadar pride do pomanjkanja virov za eno stopnjo organizmov (na primer, kadar mladi osebki ne dobijo dovolj virov zase). V takšnih primerih ima stopnja v pomanjkanju višjo raven smrtnosti.
ONS je izredno pomemben za preživetje populacije. Raziskovalci so ugotovili, da veliko vrst izvede ontogenetski premik niše ob različnih časih in v mnogih primerih se je ONS zgodil kot odgovor na razne abiotske in biotske okoljske dejavnike. Predvideva se, da lahko ONS predstavlja prilagoditveni (adaptivni) odziv na spreminjajoče se pogoje v posameznikovem habitatu. Nekateri strokovnjaki so predlagali, da lahko organizmi vplivajo na čas premika svoje niše. Ponavadi namreč osebki, živeči v ugodnih pogojih, preložijo ontogenetski premik niše v sledečo ekološko nišo, medtem ko je za organizme, živeče v slabih pogojih, značilno, da napredujejo v naslednjo nišo.
Razumevanje ontogenetskega premikanja niše pri različnih vrstah in vpliva tega fenomena na vso združbo je ključno pri raziskovanju biodiverzitete in delovanja ekosistemov. Poznavanje ONS naj bi bilo še posebej uporabno pri obravnavi populacij, ki jih ogrožajo razne antropogene motnje in okoljske spremembe.

## Predstavniki med taksoni
Četudi ima pojavljanje ontogenetskega premika niše široko razširjenost, so najbolje poznani taksoni z dobro preučenimi ONS žuželke in nekatere skupine vretenčarjev, še posebej ribe in dvoživke, pri katerih posamezniki med razvojem velikokrat zamenjajo svoj habitat in druge aspekte ekološke niše. Manj izrazit ONS se odraža pri mnogih drugih taksonih, kjer habitat sicer ostane enak, a je ontogenetski premik niše viden ob pogledu na vire, ki jih porabljajo organizmi iste vrste, a različnih starosti in velikostnih razredov (recimo sprememba prehrane).

### Nevretenčarji
Ontogenetski premik niše, ki je povezan z ekstremnimi spremembami habitata, se pojavlja pri žuželkah. Posamezniki taksona Insecta prakticirajo enega od mnogih tipov metamorfoze ali preobrazbe. Najbolje preučena sta tako imenovani hemimetabolizem (kjer žuželka preide tri življenjske faze; jajčece, nimfo in imaga) in holometabolizem (za katerega so značilne štiri življenjske faze; jajčece, ličinka ali larva, buba ali pupa in odrasla žuželka ali imago). Preobrazba žuželk je eden izmed številnih poznanih ontogenetskih premikov ekološke niše. Prehranske niše in njihovo spreminjanje med ontogenijo je moč natančno izmeriti s pomočjo uporabe stabilnega izotopskega podpisa živali. Takšno metodo so recimo uporabili pri preučevanju ONS med polži (Gastropoda).

### Vretenčarji
ONS, podoben temu pri žuželkah, se odvija med dvoživkami. Najbolje poznane so žabe, ki življenje pričnejo kot jajčece in se nato izvalijo v fazo ličinke, imenovano paglavec. Za paglavce je značilno veliko lastnosti, po katerih jih lahko ločujemo od odraslega osebka; paglavci večine vrst so vodni organizmi, posedujejo zunanje škrge in se v glavnem prehranjujejo z rastlinskim materialom (četudi obstajajo nekateri izjeme, ki uživajo tkivo mrtvih živali). Drug dobro preučen primer ONS se pojavlja pri diadromnih ribah. Diadromne ribje vrste drastično spremenijo svoj habitat, ko se odpravijo na pot, ki se prične v morju (slana voda) in konča v rečnih sistemih (sladka voda). Veliko rib celinskih voda izkazuje ONS prehranske niše; ribe namreč preklopijo med plenjenjem planktona in izvajanjem tako imenovane bentivorije (prehranjevanja z bentosom).

ONS res ni tako dobro viden pri plazilcih, a ga tudi ti izvajajo. Strokovnjaki so preučevali ontogenetsko spremembo niše pri ameriškem aligatorju (Alligator mississippiensis), ki je za takšne raziskave še posebej prikladen zaradi razločnih velikostnih stopenj v populaciji. Aligatorji so preklapljali habitatno nišo; in sicer med hidrološko izoliranimi sezonskimi mokrišči in rečnimi sistemi. Študija je pokazala, da so reke poseljevali predvsem odrasli in polodrasli obeh spolov, ki so območje uporabljali kot negnezditveni habitat. Po drugi strani so raziskovalci mladiče in odrasle samice našli v glavnem na mokriščih, ki so jim služila kot gnezdišča in valilnice.
Dober primer ONS med ptiči so veliki morski ptiči, kot so denimo albatrosi (Diomedeidae), ki nekaj časa preživijo kot popolnoma oceanske ptice, nakar začnejo ob nastopu spolne zrelosti obiskovati gnezdišča. Še nezreli mladi ptiči navadno živijo v subtropskih vodah, kjer zasedajo visoke trofične ravni. Raziskovalci so opazili, da se s staranjem mladih ptičev spreminja tudi njihova trofična pozicija, ki se zmanjšuje. Po določenem času ptiči prevzamejo nišo odraslega ptiča.
Ontogenetski premik niše velja za koncept, ki ga pogosto preučujejo v paleontoloških znanostih (še posebej paleozoologiji). Veliki neptičji dinozavri so doživljali enega izmed najbolj intenzivnih ontogenetskih premikov niše, saj so se izvalili iz razmeroma majhnega jajca in zatem morali ob razvoju (ontogeniji) izkušati velike velikostne premike. Eden izmed problemov, ki otežuje razumevanje mezozojske dinozavrske favne, je pomanjkanje tako imenovanih mezokarnivorov (mesojedov srednjega velikostnega razreda). Nekateri strokovnjaki menijo, da odgovor na vprašanje predstavlja ONS, kajti mesojedi dinozavri so življenje pričeli kot majhni mladiči in so nato postopno prevzemali odraslo obliko, ob tem pa zavzemali različne zaporedne niše. Prav mladi osebki velikih teropodov (Theropoda) naj bi zasedali nišo mezokarnivorov.

### Rastline
Ontogenetski premik niše je v glavnem raziskan med živalmi, obstaja pa tudi nekaj študij, ki se ukvarjajo z ONS pri rastlinah. Eden izmed ontogenetskih premikov niše, ki so ga preučevali pri rastlinah, je spreminjanje regeneracijske niše. Avtorji študije so opazili, da se je med ontogenijo topolistnega javorja (Acer opalus) skrčila njegova regeneracijska niša.